# Scottie Pippen
Scottie Maurice Pippen (født 25. september 1965, i Hamburg, Arkansas) er en pensioneret amerikansk basketballspiller, som huskes bedst for sin tid hos NBA-klubben Chicago Bulls, hvor han spillede i alt 12 sæsoner og vandt seks mesterskaber. Pippen spillede desuden fire år hos Portland Trail Blazers og en enkelt sæson i Houston Rockets. Han spillede derudover en enkelt sæson i forskellige europæiske klubber. Han nåede syv gange at blive udvalgt til NBA's All-Star hold.
I 2010 blev Pippen optaget i Naismith Memorial Basketball Hall of Fame.

## Landshold
Pippen repræsenterede to gange det amerikanske landshold ved OL. Da professionelle spillere fik adgang til legene, stillede USA med en række af de bedste spillere fra NBA OL 1992 i Barcelona, et hold der blev benævnt "Dream Team", som også inkluderede Pippen. Amerikanerne vandt da også sikkert alle kampene i indledende pulje, hvorpå de besejrede Puerto Rico og Litauen i kvart- og semifinalen. Finalen blev et opgør mod Kroatien, der havde revanche til gode fra indledende pulje, men heller ikke her levnede amerikanerne modstanderne en chance, da de vandt med 117-85 og dermed sikrede sig den ventede guldmedalje, mens Kroatien fik sølv og Litauen bronze.
Ved legene fire år senere på hjemmebane i Atlanta, var "Dream Team II" igen favoritter, skønt holdet ikke var helt så imponerende besat som i Barcelona. Igen var holdet ubesejret i indledende runde, og efter sejre over Brasilien i kvartfinalen og over Australien i semifinalen, stod kampen om guldet mod Serbien og Montenegro. Amerikanerne med Pippen genvandt guldet med sejr på 95-69, så Serbien-Montenegro fik sølv, mens Litauen fil bronze.